# 滑翔竞赛分级
为推动滑翔运动的发展，引入了滑翔竞赛分级制度。分级制度体现体育政策的同时也是对市场趋势与新技术发展的响应。 
分级政策旨在促进公平竞争，降低新人的成本，并为参赛者与制造商的投资决策提供稳定的环境。 
滑翔机运动在国际层面上有一个制度框架，以确保在所有国家都有相同的分级和分级标准。 虽然滑翔本质上是以飞行或性能为导向的，但到目前为止，分级对技术本身的发展并没有太多推动，而是更多受市场动态或产研结合的驱动。 

## FAI竞赛分级
国际航空联合会 （FAI）是一个在国际层面上管理航空运动的机构。 目前，有七个滑翔机分级被FAI认可，并允许参加欧洲和世界锦标赛 ： 
- 开放级 ，除了最大起飞质量限制为850公斤之外没有任何限制   ，例如Nimbus-4 ， ASH 25 。
- 标准级 ，最大翼展15米，最大起飞质量525公斤，但没有襟翼或其他升力增强装置，例如ASW 28 ， LS8 ， Discus-2 ， ASW 24 。
- 15米级 ，其他限制和标准级相同，但允许升力增强装置，例如ASW 27 ， Ventus 。
- 18米级 ，如15米级，但起飞重量增加到600 公斤，翼展增加到18米，例如ASH 26 ， LS10 ， DG-808 ， LAK-19 。
- 双座级 ，最大翼展20米，例如Duo Discus ， Arcus ， DG-1000 。
- 俱乐部级 ，包含了许多在一定性能范围内的老式滑翔机，比赛中飞机的性能差异要通过性能系数因素来抵消。 可以配有水压载设备，但在比赛中不能使用。 例如Glasfluegel Libelle ， Standard Cirrus ， LS1 ， Pilatus PC-11 ， Cobra 15
- 13.5米级，入门级，限制为最大翼展13.5米，例如 PZL PW-5 （以前称作世界级，只允许使用PZL PW-5型，现在已经向其他13.5米翼展的型号开放）。

FAI滑翔世界记录的分级只采用了上述分级的一部分，而不是一对一的关系： 
- DO - 公开级 ，任何一种滑翔机实现的成绩都接受。 但开放级，18米级和双座级飞机的成绩必须归入此类。
- D15 - 15米级 ，使用翼展小于或等于15米的滑翔机实现的成绩。
- DW - 世界级 ，使用世界级滑翔机取得的记录。
- DU - 超轻级 ，接受最大重量不超过220公斤的滑翔机记录。

一个适用于更轻型飞机的分级（最大翼载荷为18公斤/平方米），正在讨论中。 

## 非FAI类
FAI不承认的竞赛分级已经在区域或国家比赛中出现。 最重要的是： 
- 运动级 ，一个采用性能系数的分级，在概念上与俱乐部类似，但允许更多的滑翔机，通常允许带有襟翼和而且翼展不限于15米。 此类别通常用于在参赛者太少情况下的比赛。
- 1-26级 ，美国举行的一种统一采用瑞士SGS 1-26型的比赛级别。

## 历史

### 开放级

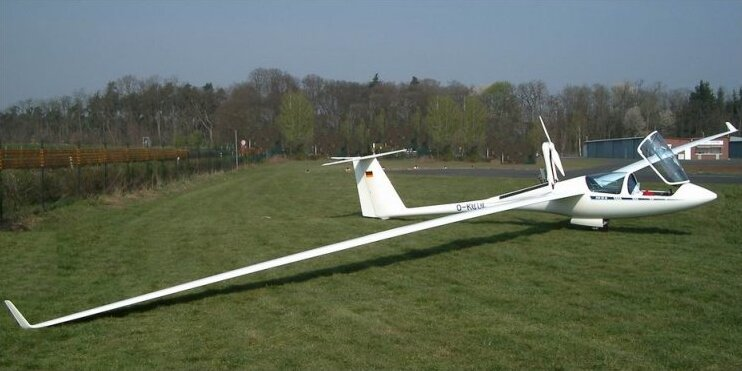
ASH 25

开放级是最早的竞赛级别，20世纪50年代初引入双座级时出现。 这种不受限制的级别是技术创新的试验场。 许多试验原型机属于这一级别，例如，1938年的D-30 ，其具有变上反角机翼；1972年的SB 10拥有当时罕见的超长翼展；以及1975年具有可变翼展的fs 29 。 
公开级是比赛中性能最好的级别，现在在非常好的天气条件下，超过1000公里的单日飞行任务也不是太难的事情。 然而，一款成功的开放级滑翔机不但要有很好的性能，也必须切合实际使用的需要。 极端设计很容易失败，例如1931年的奥地利Fieseler或1971年的Sigma行动 。 
开放级比赛尽管名称里有开放二字，但实际上参赛机型相当有限，因为此级别的参与者数量少于其他级别。 直到20世纪60年代，还有相当数量的滑翔机能够参加比赛，常有小翼展的滑翔机击败了翼展较大但更笨重的滑翔机。 然而， 纤维复合材料革命改变了这一切。 1981年，由于碳纤维复合材料机翼的Nimbus-3和ASW 22拥有24米甚至更长的翼展，开放级成为两个制造商的专属比赛。 
开放级经过20年渐进式的性能提升后， 2000年翼展长达30.9米的滑翔机Eta的推出，带来了性能同时也是价格的大幅度提升。 这种昂贵的飞机已经在比赛中取得了成功，它的出现，使在该级别保持竞争力所需的成本受到了不可避免的影响。 

### 标准级

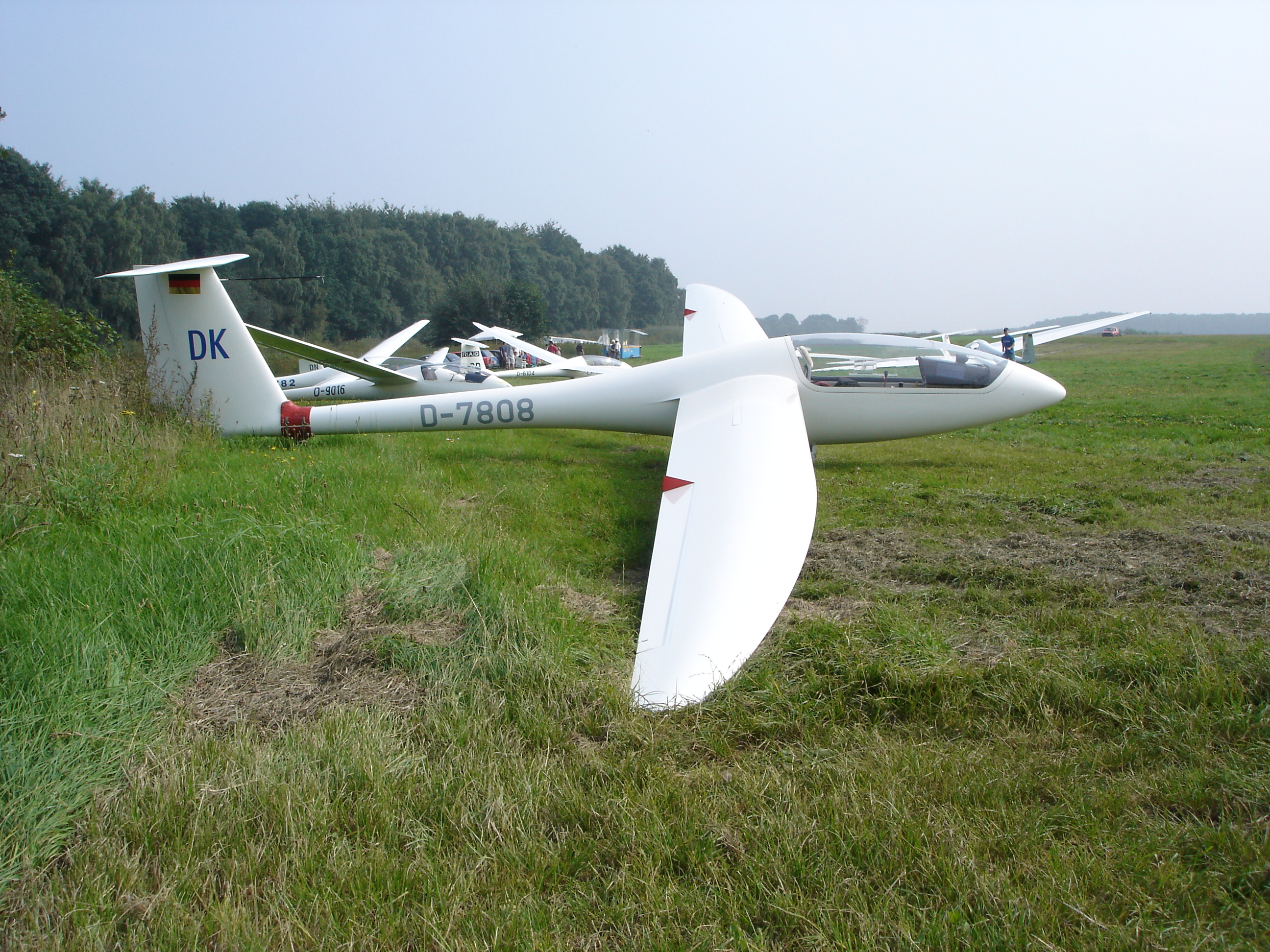
SZD-55

因为当时的开放级变得日益沉重，难以驾驶和昂贵，标准级在20世纪50年代后期被引入，作为一个替代选择。 为降低成本和简化设计，最初的标准级规则将翼展限制在15米以内，禁止使用可收放的起落架和升力增强装置，如襟翼和可抛式水压载。首先安照这些规则设计的具体产品就是Ka 6 。 
但是，接下来的几年中技术发展迅速。特别是材料向玻璃纤维结构的过渡，使得原有规则越来越不符合实际。更坚固的复合材料结构可以承受更高的翼载荷，因此选手们开始利用这一点，采用不可抛式的压载绕过规则来提高成绩。 但这样做也提高了着陆速度，增加了在野外着陆时损坏飞机的风险。 更光滑的玻璃纤维飞机对于不可收放起落架带来的阻力也更敏感。 设计师试图通过将起落架轮子更深地藏入机身内来减少阻力，但这样做同时也提高了机身在地面移动时受损的风险。 因此制造商认为，可收放起落架此时是提高性能的成本最低的方式。 
鉴于这些安全和成本上的争论，标准级规则得到了修改，允许使用可抛式水压载和可收放起落架。 使用大型扰流板的请求并没有通过，但机翼末端的刹车襟翼则被允许。 但这也造成了困惑，因为翼端的刹车襟翼与升力襟翼之间的界限是模糊的。 国际滑翔委员会（IGC ）对两者区别的暧昧态度，也导致了不成功的尝试。 在LS2和Pik-20利用这一漏洞赢得1974年和1976年的标准级世界锦标赛之后，IGC禁止了该级别采用任何改变翼面弧度的装置，并定义了15米级，以容纳这类飞机。 这个决定虽然在短短几年内第二次改变了规则，同时也让一些不符合新级别规则的滑翔机处境尴尬（特别是大量生产的Pik-20和Libelle ），但从标准级和15米级今天取得的成功来看，当时的决定还是很合理的。 
代表性的标准级飞机有Ka 6 ， SZD-22 Mucha （1958）， LS1 （1967）， Standard Cirrus （1969）， LS4 （1980）， Discus （1984）和LS8 （1994）。 

### 15米级

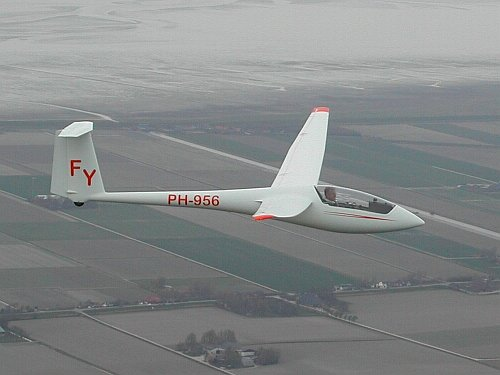
ASW 20

本级是专门为结束标准级翼端扰流板的争议而设定的。 该级别曾经非常成功，自设立以来一直是世界和欧洲锦标赛的组成部分。 但技术的发展大大缩短了标准级和15米级之间曾经的性能差距，因此今天只能在特别有利于滑翔的天气条件下才能看出性能上的差别。 因此，一些观察者认为，两个级别的差距不够大，而18米级是15米级的自然继承者，因此应该将15米级从世界锦标赛中取消，以便为新级别让路。 无论如何，该类别在不久的将来仍然会得到爱好者和官方支持。 
15米级的重要代表有ASW 20 （1977）及其后继ASW 27， Ventus （1980）， LS6 （1983）和Ventus-2 （1994），以及最近的波兰生产的Diana 2。 
比较老的代表（“第一代”）有LS3 ，Mosquito，DG 200，PIK-20 ，ASW  20，Mini Nimbus，Speed Astir和“Racing-Libelle”。 

### 18米级

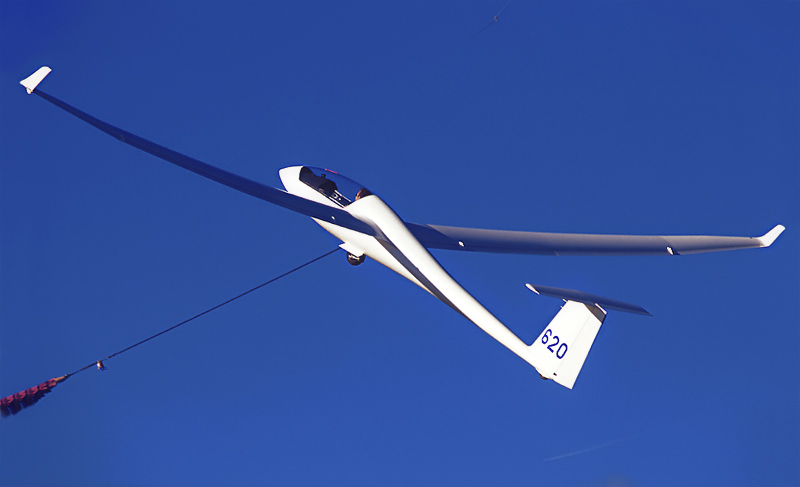
Ventus

采用碳纤维材料后，翼展大于15米的飞机的价格也开始变得合理。 制造商挖掘这一潜力，为带襟翼的滑翔机提供更长的机翼。 翼展逐步地从最早的16.6米（ ASW 20L和Ventus b 16.6 ）增加到17米（ DG-200/17 ， LS3 / 17 ， Glaser-Dirks DG-600 ， Glasflügel 403 ），17.5米（ LS6c ），最终统一为18米。 带辅助发动机和自主起飞滑翔机的发展，也促成了18米跨度，这一翼展长度足够承载发动机的额外重量，但又不至于损失在弱热气流条件下的升力。 经过十几年的区域级比赛（例如Hahnweide ），解决了诸如纯滑翔机和带动力滑翔机混合比赛等问题，这一级别终于在2001年世界锦标赛中首次出现。 

### 双座级

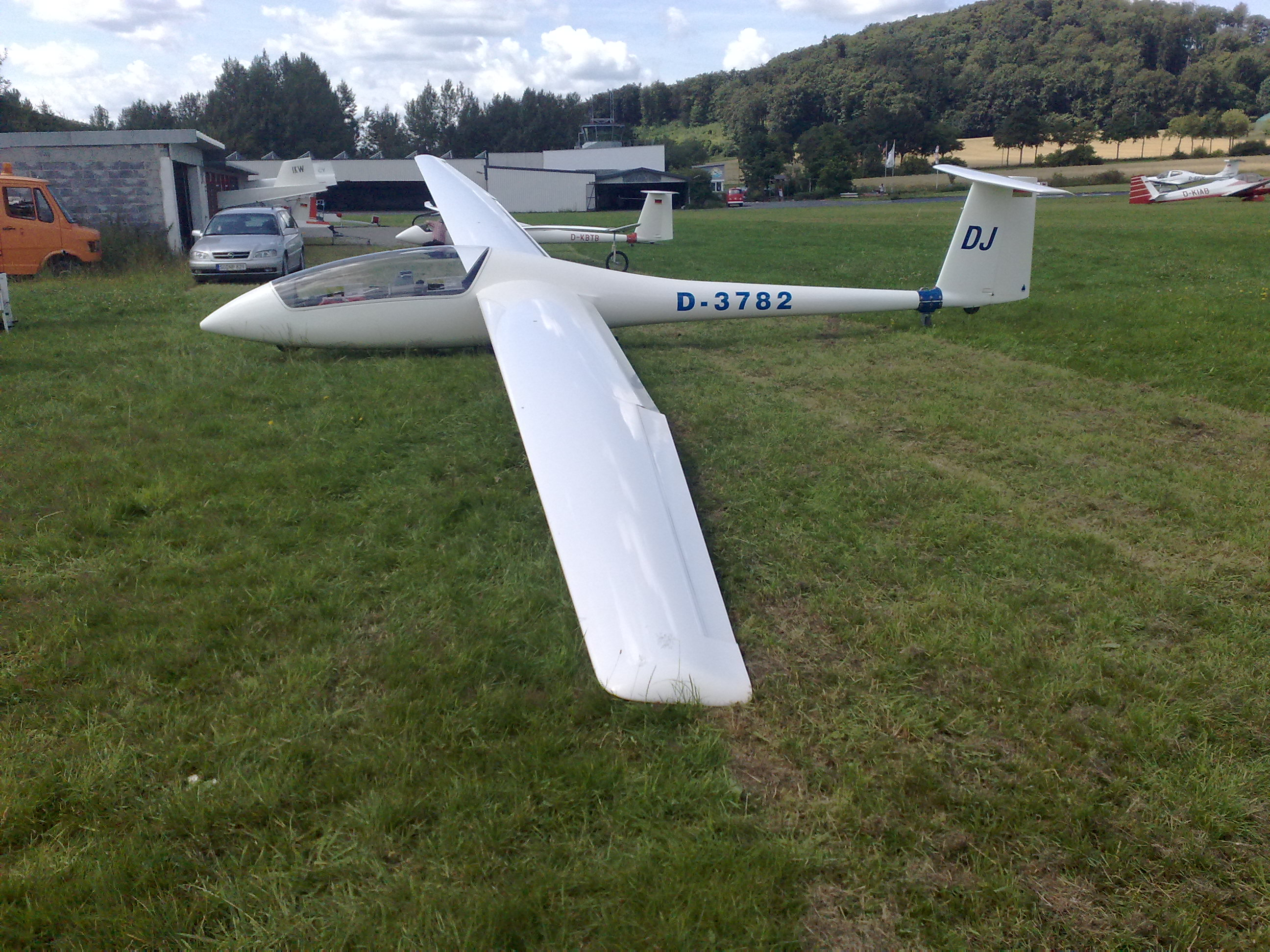
Janus B.

双座级首次出现在1952年的世界锦标赛上。 单独成为一个级别的原因是，双座机身与单座机身相比阻力较大，在性能上有明显劣势。 这个级别的比赛在1956年世界锦标赛后就停止了，尽管飞行记录到1996年还在更新。 通过采用现代材料实现的大翼展，现在在开放级上已经基本消除了的单双座之间的性能差距。 今天，开放级的双座飞机越来越普遍，并且经常在比赛中获胜。 因此，国际滑翔委员会IGC于2005年决定重新引入一个翼展限制为20米的双座级。 这一级别与旧式双座级不具有可比性，因为它的目标是高性能教练机，这种飞机越来越受欢迎。 较小的尺寸将它们与非常昂贵且需要经验丰富的团队操作的开放级的双座型区分开。 这种20米翼展的双座飞机性能类似单座，但成本仅为开放级双座机的一半。 
这一级别的对手主要是Duo Discus ， DG Flugzeugbau DG-1000 ， Arcus ，ASG 32，以及较老的Janus和Glaser Dirks DG-500 。 

### 俱乐部级

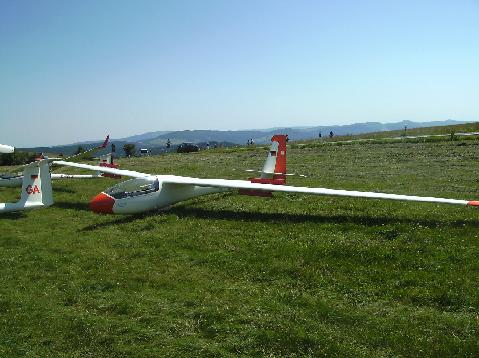
ASW 15

俱乐部级早期规定为最大翼展 15米，飞行中翼面载荷不可变，采用固定翼型的飞机 。 现在，俱乐部级的资格仅由滑翔机的性能决定。 所有性能指数不超过106（根据DAeC标准）或107（IGC标准）的飞机都属于俱乐部级飞机。 根据这个定义，即使是FAI 15米级别的第一代滑翔机，如Mosquito，H301或PIK-20D也被归入俱乐部级。 
在该级别中， 机身机翼过渡区域可以安装湍流器，以优化空气动力学性能并抑制分离泡。 

### 13.5米级（前 世界级）
国际滑翔委员会（IGC / CIVV， FAI的一部分）以及相关组织滑翔科技组织（ OSTIV ）于1989年开展了一项设计竞赛，旨在制造一种低成本的中等性能滑翔机，能够轻松安全地组装和操作，飞行经验很少的飞行员也能够操作。 1993年， PZL PW-5被宣布为获胜者。 第一届世界级世界锦标赛于1997年在土耳其 的伊诺努 举行 。 该级别还举行过另外三届世界锦标赛，但参赛者数量和兴趣都有所下降。 
在2010年3月的FAI大会上，世界级转换为13.5米的级别，并取消了对PZL PW-5作为单一参赛机型的限制 。 除了PW-5之外，所有最大跨度为13.5米的滑翔机现在可以在这一级别中竞争。 新加入的主要是一些超轻型滑翔机，还有特技飞机，如13.2 米翼展的特技飞机的PZL SZD-59 。 

## 引用
1. ↑  国际飞行运动联合会.  (PDF). 国际飞行运动联合会. 2018-10-01  [2019-05-09]. （原始内容存档 (PDF)于2019-05-09）.